# فابيانو بيتزورنو
فابيانو بيتزارنو (بالإسبانية: Fabian Pizzorno)‏ ممثل أرجنتيني (ولد يوم 7 سبتمبر من العام 1962 في بيلغرانو) شارك في مسلسل مانويلا ومسلسل غوادالوبي - رهينة الماضي، مع الممثلة المكسيكية أديلا نورييغا والممثل ادواردو يانيس.

## روابط خارجية
- فابيانو بيتزورنو على موقع IMDb (الإنجليزية)